# Col de Vorotan
Pour les articles homonymes, voir Vorotan.
 (octobre 2024).
Le col de Vorotan, situé à 2 344 mètres d'altitude, est un col d'Arménie permettant de franchir la chaîne du Zanguézour, donnant accès à la partie méridionale de l'Arménie, au Haut-Karabagh et à l'Iran à partir soit d'Erevan et de la plaine de l'Ararat, soit du lac Sevan via le col de Sélim. Ce col est un lieu de passage obligé car il est situé sur le seul axe routier reliant le nord et l'ouest de l'Arménie à sa partie méridionale.

## Géographie
Ce col est aussi une limite de végétation : son versant nord est à dominante boisée, comme la moitié nord de l'Arménie ; son versant sud, steppique, est déjà caractéristique des steppes du nord de l'Iran voisin.